# Усадьба Лопухиных — Волконских — Кирьяковых
Усадьба Лопухиных—Волконских—Кирьяковых находится в центре Москвы, в Хитровском переулке. Объект культурного наследия России. Поставлена под охрану государства постановлением Совета Министров РСФСР № 624, прил.1 от 04.12.1974.
Усадьба расположена на исторической территории Белого города урочища Кулишки. Входит в состав пяти кварталов Достопримечательного места «Хитровка».

## История
Первым владельцем земли и дома в Переписных книгах 1665—1676 гг. назван думный дворянин Ларион Дмитриевич Лопухин. Владение было пожаловано Лопухину Алексеем Михайловичем в частности за активное участие в Воссоединении Украины с Россией.
Упоминается его жена Фёкла Фёдоровна Ртищева и сын Фёдор.. Лопухины владели этой землёй в течение 100 лет. Здесь родился и жил его сын Леонтий Иларионович Лопухин (—30.09.1677), родился его внук, Фёдор Леонтьевич, и правнук Авраам Фёдорович Лопухин (17.07.1706—23.05.1748).
На плане владения 1769 г. уже показан массивный объём каменного главного дома усадьбы, который в сильно перестроенном виде сохранился до нашего времени. Предполагается, что дом был выстроен в 1750-е гг., возможно 2-этажным. Восточнее дома находился сад, а на переднем дворе были в свободном порядке расставлены несколько небольших деревянных объёмов служб.
В 1772 г. земля от Лопухиных переходит князю Петру Александровичу Волконскому. Здесь жили его сыновья Михаил и Дмитрий c семьями. Рос внук Пётр.
В 1792 г. владельцем становится московский купец 2-й гильдии Кадашевской слободы Афанасий Абрамович Кирьяков.
В 1809—1854 усадьбой владеют московские купцы 1-й гильдии Кадашевской слободы, потомственные почетные граждане Кирьяковы: Афанасий Абрамович, а затем его брат Клавдий Афанасьевич.

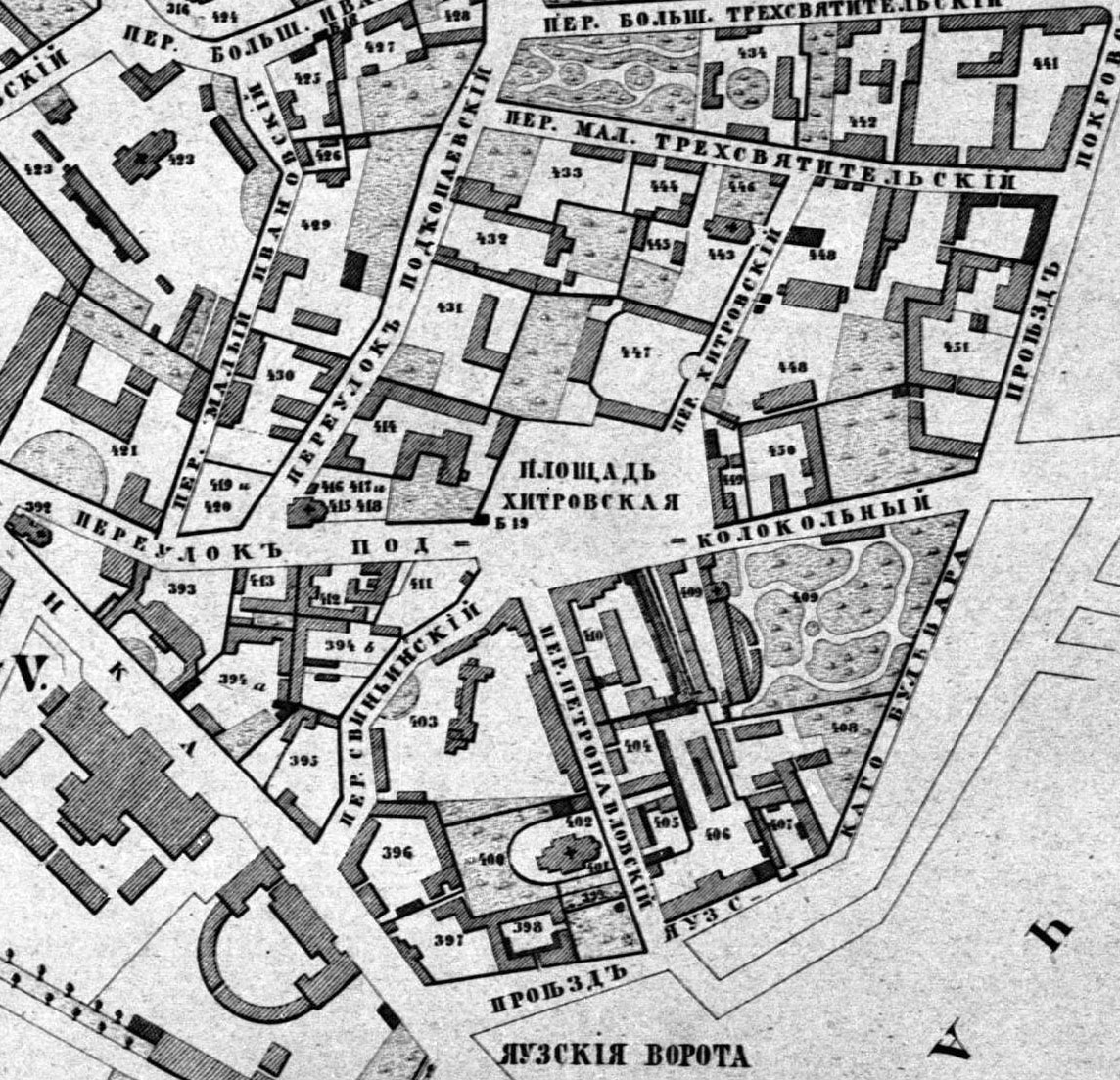
Хитровский переулок и Хитровская площадь на плане Алексея Хотева. Отчётливо виден план Усадьбы: Главный дом, два Флигеля, Ворота, сад. 1853.

Здесь же жила его супруга Кирьякова Анна Ивановна (1799-) потомственная почетная гражданка. Здесь жили его дети — Павел и Александра.
На рубеже XVIII—XIX вв. усадьба подверглась некоторой переработке, коснувшейся главным образом переднего (парадного) двора, но придавшей всей композиции выраженный классический характер. С южной и северной сторон двора были симметрично поставлены 2 протяжённых главных флигеля, торцевыми фасадами фиксировавшие красную линию переулка. Правый флигель был 1-эт., левый — 2-эт., а разница в их высоте скрадывалась значительным падением рельефа местности к югу. С объёмом главного дома корпуса соединились полуциркульной оградой.
Новой объёмно-пространственной структуре усадьбы отвечало и характерное для зрелого классицизма решение фасадов зданий, о котором сегодня можно судить только по одному из сохранившихся (левому) флигелей. Относящаяся к данному периоду переработка фасада главного дома не сохранилась.
Прочные каменные постройки уцелели в огне пожара 1812 г., и в дальнейшем были, очевидно, только серьёзно отремонтированы. После 1817 г. между флигелями по красной линии нынешнего Хитровского переулка строится белокаменная ограда с эффектным полукруглым парадным въездом, кованной оградой и воротами.
В 1820-х годах в связи с созданием Хитровской площади, внутренняя стена левого флигеля, выходившая в соседнее владение стала внешней. В выходящей на площадь стене левого флигеля были пробиты оконные проёмы.

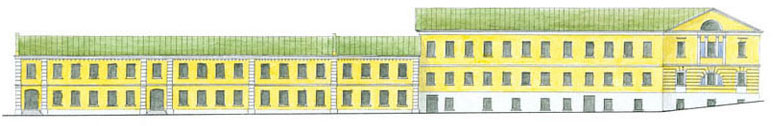
Северная сторона Хитровской площади. Южный Флигель и хозяйские постройки Усадьбы

25 декабря 1870 г. во владении Кирьяковых в семье студента Императорского Московского университета Николая Александровича Скрябина (1849—1914) и его жены Любови Петровны Щетининой (1849—1873), дочери главного художника Императорского фарфорового завода Петра Ниловича Щетинина, выпускницы Петербургской консерватории (второй выпуск), ученицы известного педагога по классу фортепиано Т. Лешетицкого, родился выдающийся русский композитор Александр Николаевич Скрябин (1870—1915). Скрябины прожили здесь пять лет.
В 1878 г. во владении происходит значительная реконструкция. Западнее левого флигеля, был возведён новый 2-эт. корпус доходного назначения. Главный дом усадьбы перестроен с перебивкой почти всех оконных проёмов. Несколько ранее были сломаны полуциркульные стенки парадного двора (курдонёра). Металлический дворовый навес 2-эт. корпуса дошёл до нашего времени в сильно искажённом виде, утратив особенности декоративно-художественного решения ограждений и опор.
До 1886 г. владелицей усадьбы была Почётная гражданка Москвы Александра Клавдиевна Кирьякова (Бунина), вышедшая замуж за поручика Сергея Бунина.
Кирьяковы—Бунины владели усадьбой более 100 лет. Последним владельцем из представителей рода был коллежский секретарь Сергей Сергеевич Бунин. В советское время Бунины продолжали жить в одной из квартир Южного Флигеля, как обычные граждане.
В 1900 г. главному дому с запада пристраивается небольшой каменный объём «ретирад».
С 1901 по 1903 гг. за главным домом усадьбы, на месте старинного сада, возводится 4-эт. доходный дом (Архитектор — Э. С. Юдицкий. До 1908 гг. — домовладельцы, дворяне Ивановы: Николай Николаевич и Софья Николаевна). Ценный градоформирующий объект, объект исторической среды (в советское и настоящее время — жилой дом. Строение 1)
В 1908—1917 гг. владелец — Российское общество застрахования капиталов и доходов, учрежденное в 1835 г.

## Элементы усадьбы

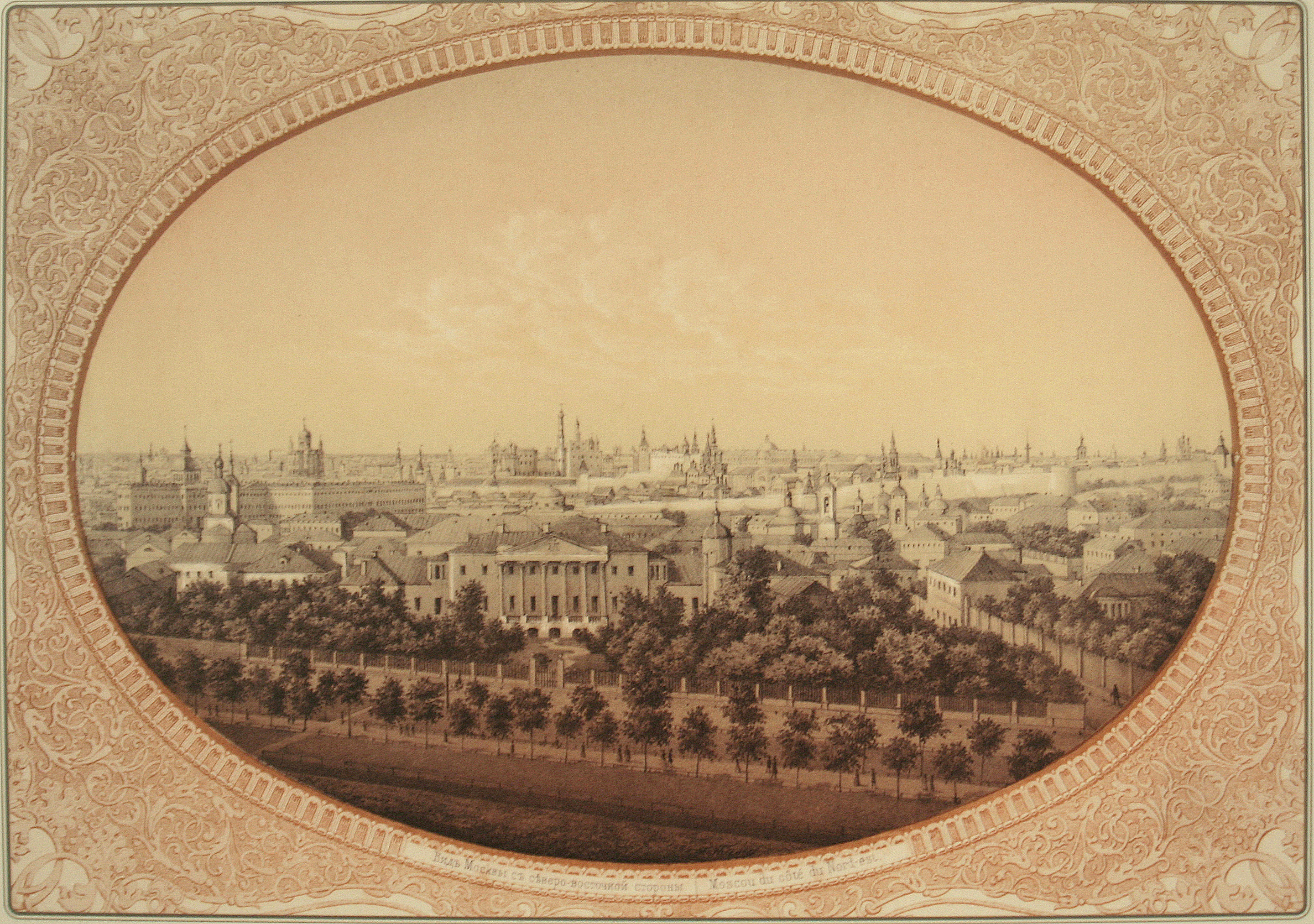
На литографии 1856 с рисунка В. Ф. Тимма видны Флигель Усадьбы и глухой забор.
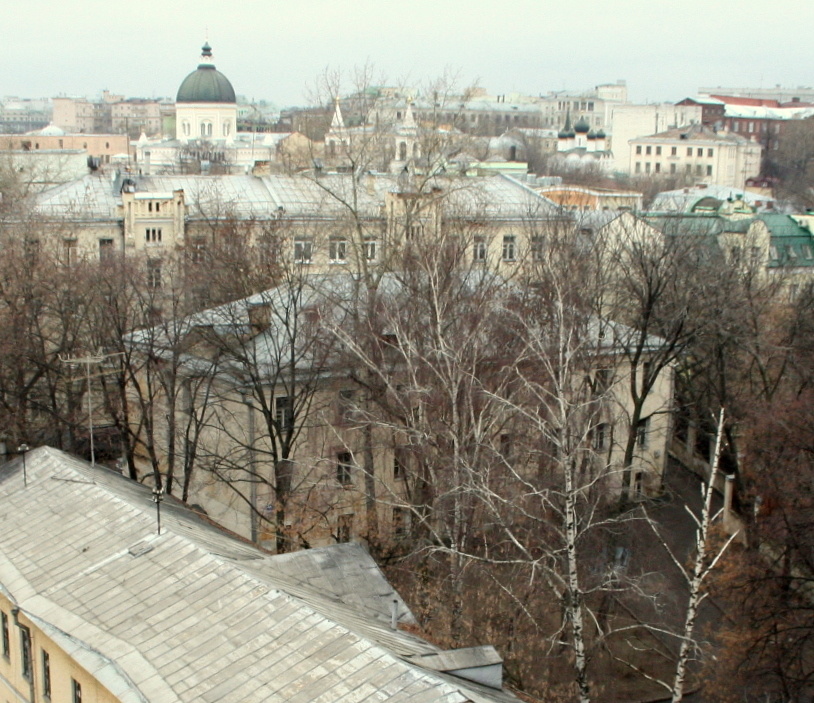
Главный дом усадьбы Лопухиных-Волконских-Кирьяковых. Вдали — Ивановский монастырь и церковь Владимира в Старых Садех. Объект культурного наследия № 7710935000№ 7710935000
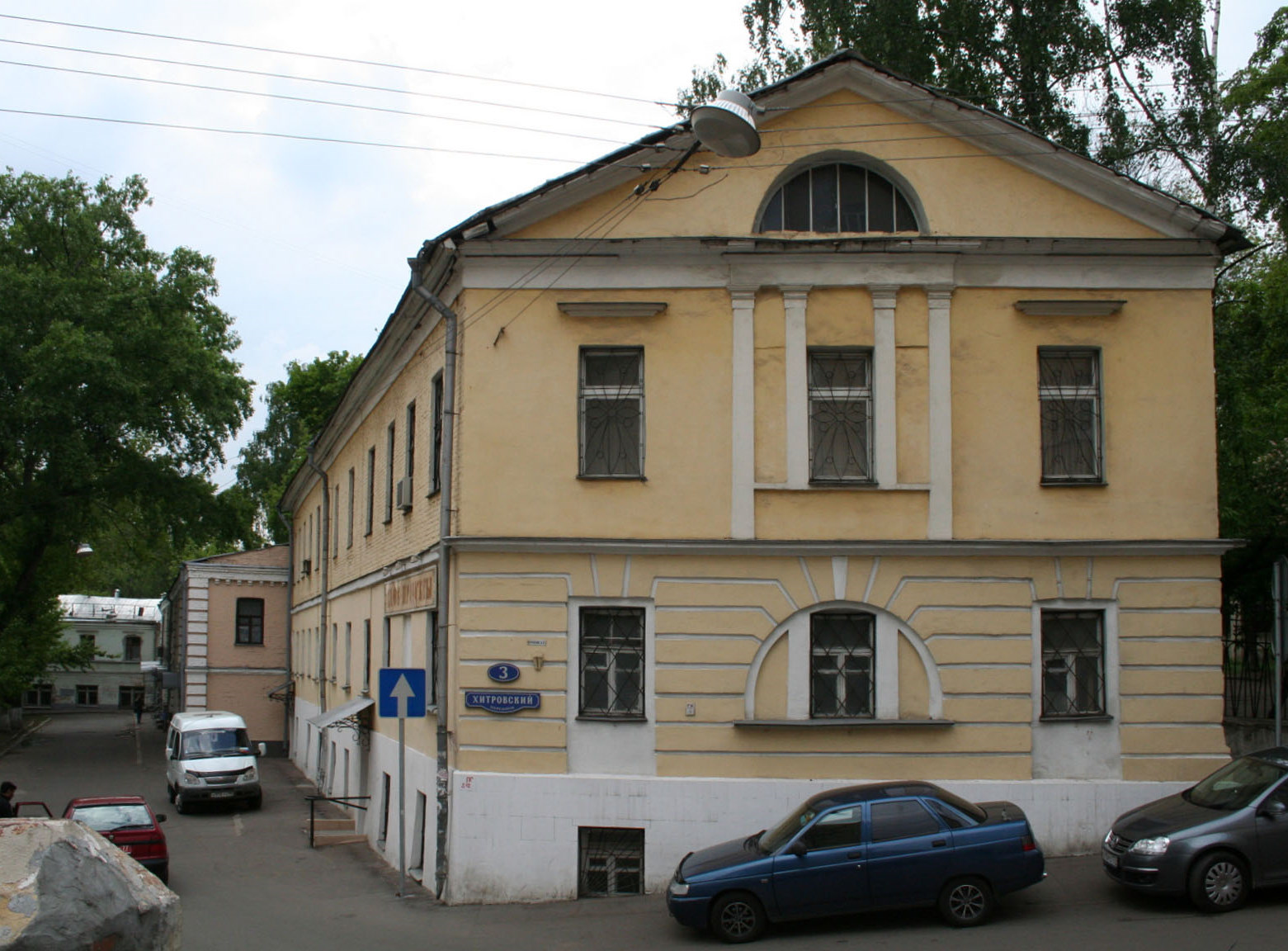
Флигель усадьбы Лопухиных-Волконских-Кирьяковых, в котором в 1871 году родился великий русский композитор А. Н. Скрябин. Угол Хитровской площади и Хитровского переулка. Объект культурного наследия № 7710935001№ 7710935001
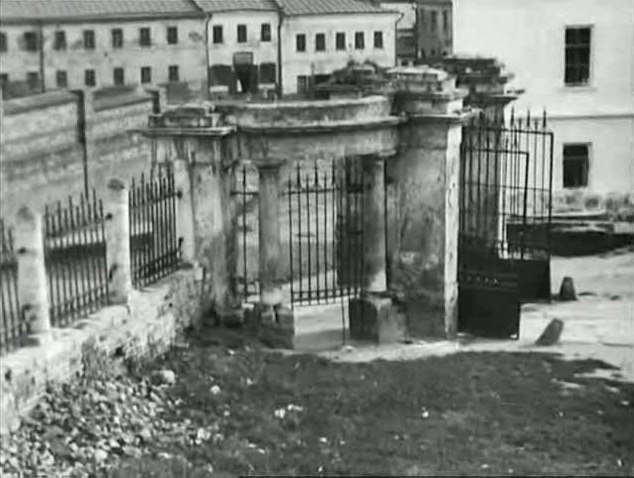
Ворота и ограда усадьбы Лопухиных-Волконских-Кирьяковых. Кадр из фильма Эйзенштейна «Стачка». 1924 год. Объект культурного наследия № 7710935002№ 7710935002
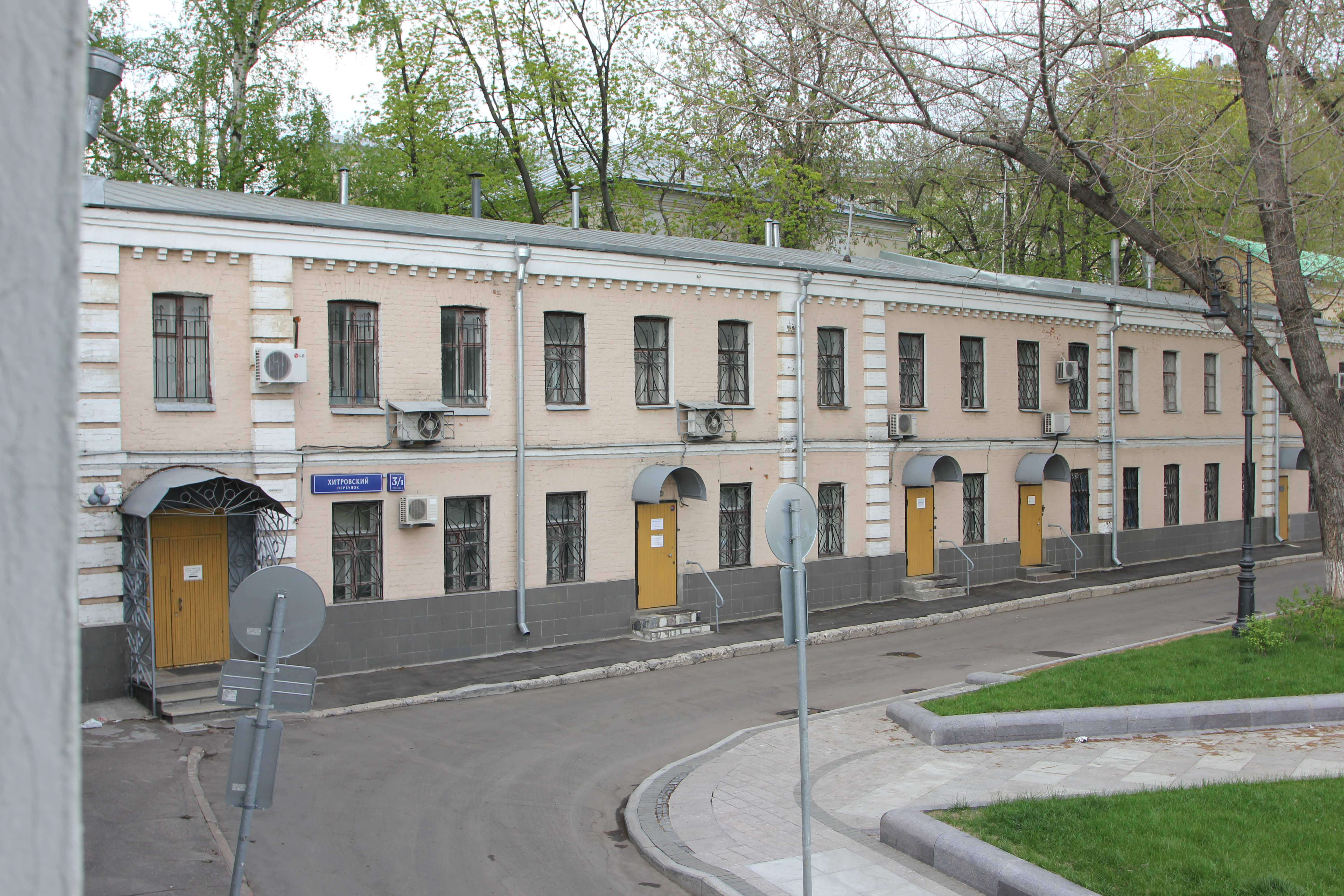
2-хэтажный корпус доходного назначения со стороны Хитровской площади, где находился магазин "Ренсковый погреб иностранных вин Кругловой" и её Пивная лавка, позже — трактир.